# 智利LGBT权益
智利的女同性恋、男同性恋、双性恋和跨性别群體（LGBT）权利在21世纪取得了显著进步，现在的环境相当开明。
智利自1999年起才把同性性行为合法化，是最晚合法的南美国家之一。2012年，一项禁止一切基于性取向和性别认同的歧视和仇恨犯罪的法律获得批准。从那时起，智利武装部队允许男同性恋、女同性恋、双性恋和跨性别公开服役。自2013年起，LGBT人群可以不受限制地献血。
同性伴侣可以正式登记。2015年，针对异性伴侣和同性伴侣实施了民事结合法，其法律利益与婚姻相似但不相等。经过多起诉讼，包括美洲人权委员会的诉讼，智利政府于2017年提出了一项婚姻平等法案。2021年12月9日，该法律获得批准，自2022年3月10日同性伴侣可以结婚和收养孩子。
该国已经通过司法程序实现了合法的性別轉換，第一次转换登记于1974年。2019年，一项法律承认自我认知的性別認同的权利，允许14岁以上的人更改文件中的姓名和性别无禁止性要求。
尽管过去几十年智利曾被认为是拉丁美洲最保守的国家之一，但目前智利社会的大多数人都支持承认LGBT人群的权利。

## 概况
| 同性性行为合法                             | （自1999年）                        |
| 同意年龄平等                               | （自2022年）                        |
| 反就业歧视法律                             | （自2012年）                        |
| 提供商品和服务的反歧视法律                 | （自2012年）                        |
| 其他领域的反歧视法律                       | （自2012年）                        |
| 涵盖所有领域性别表达的反歧视法律           | （自2018年）                        |
| 公立和私立学校的LGBT反歧视法律             | （自2016年）                        |
| 公立和私立学校的LGBT反欺凌法               | （自2011年）                        |
| 仇恨犯罪法，包括性取向和性别认同           | （自2012年）                        |
| 仇恨言论法，包括性取向和性别认同           | （待定）                            |
| 反酷刑法，包括性取向和性别认同             | （自2016年）                        |
| 反杀害女性法涵盖性取向、性别认同和性别表达 | （自2020年）                        |
| 对同性伴侣的认可（例如民事结合）           | （自2015年）                        |
| 同性婚姻                                   | （自2022年）                        |
| 同性伴侣收养继子女                         | （自2022年）                        |
| 同性伴侣联合收养                           | （自2022年）                        |
| 单身LGBT人士收养                           | 是                                  |
| LGBT人群公开服役                           | （自2012年）                        |
| 有权改变法律性别                           | （自1974年）                        |
| 合法性别改变不需要医疗要求或法院授权       | （自2019年）                        |
| 非二元性別认同                             | （自2022年；需要法院命令）          |
| 禁止医疗专业人员进行LGBT迴轉治療诊断和实践 | （自2021年）                        |
| 保护双性未成年人免遭侵入性外科手术         | （自2015年）                        |
| 出生证明上双性儿童的第三种选择             | （自2006年）                        |
| 禁止基于性別特徵的歧视                     | （自2022年）                        |
| 为女同性恋伴侣提供人工授精/试管婴儿        | 是                                  |
| 同性伴侣在孩子的出生证明上自动成为双亲     | （自2022年）                        |
| 同性伴侣收养后的育嬰假                     | （自2023年）                        |
| 女同性恋伴侣在孩子出生后可享受育嬰假       | （自2023年）                        |
| 男同性恋伴侣的商业代孕                     | 不规范。 （禁令待定；利他代孕待定） |
| 庇护申请中性取向和性别认同的认可           | （自2021年）                        |
| 男男性接触人群（MSM）允许献血              | （自2013年）                        |